# Державний науково-дослідний інститут будівельних конструкцій
Державний науково-дослідний інститут будівельних конструкцій (НДІБК) — багатопрофільна наукова установа України у формі державного підприємства. Повна назва — Державне підприємство «Державний науково-дослідний інститут будівельних конструкцій».
Від 2012 року директором НДІБК є доктор технічних наук, професор Г. Г. Фаренюк
НДІБК забезпечує науково-технічний розвиток будівництва, надійність i безпечний стан будівельних об'єктів, здійснює дослідження та проектування у будівництві та виробництві будівельних матеріалів і конструкцій, проводить експертизу будівельних споруд.
НДІБК внесено до Державного реєстру наукових установ, яким надається підтримка держави.

## Історія

### 1943—1947 роки
НДІБК утворено Постановою Ради народних комісарів СРСР від 26 жовтня 1943 р. № 1170 у складі Народного Комісаріату житлового будівництва Української РСР під назвою «Український науково-дослідний Інститут споруд» (УкрНДІС), з тимчасовим розташуванням у м. Москва.
Головною метою інституту стало освоєння та впровадження в будівництво новітніх досягнень науки і техніки, проведення науково-дослідних робіт щодо житлово-цивільного будівництва та надання технічної допомоги будівельним організаціям. НДІБК брав безпосередню участь у здійсненні програми відновлення у стислі терміни будівельних об'єктів, зруйнованих під час Другої світової війни, а також та пошуку найраціональніших конструкцій, економії будівельних матеріалів, заміни їх менш дефіцитними.
Після здійснення організаційно-технічних заходів щодо створення УкрНДІС, його діяльність у березні 1944 р. була перенесена до Києва. Інститут виконав низку розробок у науково-технічне забезпечення післявоєнної відбудови, будівництво нових об'єктів народно-господарського комплексу та житлового фонду. Це, зокрема, показове будівництво житлових будинків у селах Київської області, створення нових систем несучих конструкцій будівель, нових будівельних матеріалів з високоміцного гіпсу, розроблення технології використання доменних шлаків і згорілих порід.

### 1948—1956 роки
У цей період інститутом виконувались дослідження щодо освоєння на заводах будівельної індустрії власних розробок з випуску шлакобетонних виробів, гіпсової сухої штукатурки та гіпсових блоків для перегородок, азбестоцементних покрівельних матеріалів і плиток для підлог тощо.
У зв'язку із збільшенням темпів індустріалізації будівництва із застосуванням збірних конструкцій і виробів будівельної індустрії, пріоритетною тематикою наукових досліджень стає створенні нових збірних конструкцій, методів їх розрахунку, а також технологій виготовлення. Започатковується комплексний підхід до втілення у життя нових наукових розробок у будівництві, на базі інституту починає працювати Експериментально-конструкторське бюро для випробування нових конструкцій та відпрацювання технологій їх виготовлення.

### 1957—1962 роки
Відповідно до Постанови Ради Міністрів Української РСР від 29.11.1956 р. № 1423 УкрНДІС перейшов до складу Академії будівництва і архітектури УРСР і увійшов складовою частиною до Науково-дослідного Інституту будівельних конструкцій. Проводяться дослідження у новій галузі попередньо напружених сталевих конструкцій, вивчаються проблеми та закономірності взаємодії будівель з неоднорідними ґрунтовими основами. Держбудом СРСР з 1961 року Україну була визначено базовою республікою з будівництва на просідаючих ґрунтах і підроблюваних територіях, отже значимість теоретичних і експериментальних робіт була доволі високою, а роботи мали практичне застосування та втілення. Унікальні натурні експерименти на великопанельних будинках в Запоріжжі (1960—1962), Макіївці (1961) і Дніпрі (1962—1963) дозволили отримати нові наукові дані та створити базу для розробки теорії розрахунків будівель і споруд на лесових просідаючих основах і підроблюваних територіях, створити відповідні нормативні документи.
З 1962 року в НДІБК проводяться науково-дослідні та експериментальні роботи з вирішення загальнодержавної проблеми — забудови територій над гірничими виробками Донбасу та інших вугільних родовищ України. Спрямованість досліджень стосувалася пошуків ефективних конструкцій фундаментів (зубчастих стрічкових, клиновидних, паль з декількома розширеннями тощо).
В 1962 році створено підрозділ під керівництвом С. М. Клепікова, який розпочинає теоретичні та експериментальні дослідження на моделях та в натурних умовах роботи конструкцій на нерівномірно деформованих ґрунтових основах, вирішуючи проблему розрахунків конструкцій будівель і споруд, пов'язану з впливом деформацій земної поверхні, з урахуванням взаємодії наземної частини споруди з її ґрунтовою основою.

### 1962—1975 роки
В НДІБК удосконалюється виробничо-експериментальна база, розширився обсяг робіт Експериментально-конструкторського бюро. Це дало змогу виконувати роботи комплексно ‒ від початку наукової розробки, виготовлення дослідних зразків, випробувань, відпрацювання технології виготовлення до впровадження у практику будівництва.
Започатковано нові напрями науково-технічної діяльності: будівництво в складних інженерно-геологічних умовах, просторові конструкції покриття одноповерхових будівель, усунення кренів будинків і споруд, використання енергії вибуху при ущільненні просідаючих ґрунтів. За роботи у цих напрямах фахівцям було присуджено Державну премію СРСР. При НДІБК створюється та успішно функціонує міжвідомча координаційна науково-технічна Рада СРСР з питань будівництва та захисту будинків, споруд, територій зі складними інженерно-геологічними умовами.
Значна увага приділяється питанням розрахунку залізобетонних фундаментів на пружно-повзучій основі з урахуванням довготривалих процесів у бетоні, розрахункам протизсувних споруд, влаштування та натурних випробувань буронабивних паль. Розробляються рекомендацій щодо визначення зсувного тиску і забезпечення стійкості споруд на зсувах, вдосконалюються методи розрахунку залізобетонних конструкцій, зокрема фундаментів. Фахівцями НДІБК розроблені та успішно впроваджені нові конструктивні рішення фундаментних систем для житлових будинків та будівель промислового і сільськогосподарського призначення.

### 1976—1991 роки
НДІБК був підпорядкований Держбуду СРСР і став науковим центром будівельного профілю, визнаним в Україні та в інших республіках тодішнього СРСР. Започатковано Бюро впровадження, працівники якого допомагали впроваджувати наукові будівельні розробки, що пройшли випробування на базі НДІБК та отримали схвалення для масового застосування на будівельних майданчиках.
У НДІБК було створено новий напрямок в будівництві ‒ мобільні будівлі та споруди із збірно-розбірних складаних блок-секцій та блок-контейнерів. Виробництво таких споруд було налагоджено, зокрема, на Павлоградському заводі мобільних будинків Дніпропетровської області, Старокостянтинівському заводі «Металіст» Хмельницької області, Серпуховському КСК Московської області.

### 1992—2011 роки
Після проголошення незалежності України НДІБК вдалося зберегти кадровий потенціал, провідних учених та спеціалістів з великим досвідом наукової роботи, не допустити занепаду та руйнування експериментальної та виробничої бази, знайти шляхи укріплення матеріально-технічної бази.
НДІБК значно розширив діяльність, утворивши підрозділи у Полтаві, Одесі, Донецьку, Луганську, Рівному, Дніпрі, Миколаєві та плідно співпрацював з провідними фірмами Франції, Великобританії, Сполучених Штатів Америки, Німеччини, Польщі, Росії, Білорусі та інших країн.
Тривало створення і розвиток наукових шкіл та розширення тематики наукових досліджень. Вагому частину науково-технічних розробок склали роботи з дослідження та відновлення національних пам'яток історії та архітектури: Національної філармонії, Михайлівського Золотоверхого монастиря, Успенського собору Києво-Печерської лаври, Андріївської церкви, Київського та Одеського академічних театрів опери та балету, музейного комплексу «Мистецький арсенал».
|                                 |
| Національна філармонія, м. Київ |

|                             |
| Андріївська церква, м. Київ |

|                                                         |
| Національний академічний театр опери та балету, м. Київ |

|                                                  |
| Успенський собор Києво-Печерської Лаври, м. Київ |

|                                                         |
| Одеський національний академічний театр опери та балету |

|                                              |
| Михайлівський Золотоверхий монастир, м. Київ |

|                          |
| Вокзал Київ-пасажирський |

|                             |
| Мистецький Арсенал, м. Київ |

|                                       |
| Спорткомплекс «Олімпійський», м. Київ |

Фахівцями НДІБК успішно виконуються роботи з науково-технічного супроводу реконструкції залізничного вокзалу «Київ-Пасажирський», будівництва вокзалу «Південний» у м. Києві, реконструкції Національного спортивного комплексу «Олімпійський» (до чемпіонату з футболу «Євро-2012»), будівництва висотних будівель у м. Києві та сейсмічних районах України тощо.
1990-ті роки стали періодом початку розроблення нормативної бази України у галузі будівництва. Упродовж 1991—1992 років за участі фахівців НДІБК було розроблено першу концепцію створення такої бази. Роботи з технічного регулювання продовжуються досьогодні.

#### Об'єкт «Укриття» Чорнобильської АЕС
Найважливішим завданням стають науково-технічні роботи з вирішення будівельних проблем об'єкта «Укриття» Чорнобильської АЕС щодо перетворення його в екологічно безпечну систему.
НДІБК проводить дослідження на Чорнобильському майданчику з 1989 р. Систематичні дослідження стану конструкцій об'єкта «Укриття» складалися з:
- аналізу проектної і будівельної документації та її удосконалення (П. І. Кривошеєв, М. В. Сидоренко, А. М. Бамбура, Ю. І. Кураш, С. І. Орбелін, В. Г. Абросимов, Л. В. Родюк, М. Г. Мар'єнков та ін.);
- вивчення результатів вимірів параметрів об'єкта, включаючи віброметричні, геодезичні виміри деформацій і контроль температури (О. К. Хавкін, М. Г. Мар'єнков, В. Г. Поклонський, В. П. Глуховський, А. М. Юров);
- натурних обстежень стану конструкцій і вивчення властивостей ґрунтів основи (Ю. І. Немчинов, М. В. Сидоренко, Ю. І. Кураш, В. Г. Абросимов, Ю. М. Кундрюцький та ін.);
- розробки паспортів на будівельні конструкції і приміщення об'єкта «Укриття»  (В. О. Крітов, О. А. Іщенко, О. Г. Ісаєнко, О. К. Хавкін, Л. В. Родюк, М. Г. Мар'єнков, В. А. Дунін та ін.);
- геотехнічних досліджень й оцінки несучих властивостей основи та фундаментів (В. Г. Абросимов, І. В. Матвєєв, Ю. М. Кундрюцький, Г. І. Черний, Г. Б. Соловйова, А. І. Кисіль та ін.);
- оцінки постульованих вихідних подій природного і техногенного характеру для проектування підсилення об'єкта «Укриття» (Ю. І. Немчинов, В. Г. Тарасюк, Г. В. Шарапов, Д. А. Коршунов, М. Г. Мар'єнков та ін.);
- розробки комп'ютерних моделей і експериментальних досліджень конструкцій (А. М. Бамбура, О. К. Хавкін, І. В. Матвєєв, І. Р. Сазонова, Ю. В. Смирнов, О. Г. Недзведська та ін.);
- розробки нормативних документів з експлуатації і стабілізації конструкцій (М. В. Сидоренко, Ю. І. Кураш, В. Г. Тарасюк, Г. В. Шарапов, Л. О. Варченко та ін.).

У 2002 р. Український консорціум КСК (КІЕП, ДНДІБК і МНТЦ «Укриття») виграв тендер на розробку робочого проекту стабілізації будівельних конструкцій об'єкту «Укриття», а у травні 2002 року був підписаний контракт № SIP 03-2-016 на розробку 11 першочергових стабілізаційних заходів об'єкту «Укриття».
Основні технічні рішення концептуального проекту нового безпечного саркофагу об'єкту «Укриття» були розроблені Міжнародним консорціумом «BISI» (Bechtel&Battel, США та EDF, Франція) за участю Українського консорціуму КСК (КІЕП, НДІБК і МНТЦ «Укриття») як підрядної ліцензованої організації. Переможцем тендеру на проектування, будівництво і введення в експлуатацію нового безпечного саркофага об'єкту «Укриття» в серпні 2007 року була визнана компанія NOVARKA (спільне підприємство французьких компаній Vinci Construction Grands Projets і BOUYGUES). Було заплановано збудувати НБК у вигляді так званої «Арки» для накриття застарілого об'єкту «Укриття». Роботи з будівництва тривали з квітня 2012 року до початку 2017 року. В цьому проекті НДІБК у складі  консорціуму КСК виконував важливу роль інженера-клієнта від української сторони, виконуючи проектні роботи, здійснюючи розрахунки, проводячи науково-технічний супровід проекту. Новий безпечний саркофаг запустили в експлуатацію у липні 2019 року.

### З 2012 року по теперішній час
З 2012 року і дотепер інститут очолює доктор технічних наук, професор Геннадій Григорович Фаренюк.
На початку другого десятиліття XXI ст. економіка України знаходилась у регресії внаслідок впливу світової фінансової кризи, що вплинуло на будівельну галузь та призвело до падіння обсягів наукових досліджень. Оптимізація наукової діяльності НДІБК дозволила зменшити вплив кризових явищ, і у 2013 році суттєво зросла кількість та якість науково-дослідних робіт. У ці роки суттєво оновлювалась експериментальна база Інституту, лабораторії оснащувались сучасним обладнанням та програмними комплексами, що дозволило отримувати атестати акредитації випробувальних підрозділів Інституту згідно з вимогами міжнародних стандартів.
В НДІБК створені і функціонують наукові школи за напрямами: теорія залізобетону; теоретичні основи будівельних конструкцій; будівельна механіка; фундаменти, механіка ґрунтів; будівництво в складних інженерно-геологічних і сейсмічних умовах; геотехніка; будівельна теплотехніка та акустика.
НДІБК виконує комплексні науково-дослідні роботи щодо визначення стану основ, фундаментів, несучих і огороджувальних конструкцій будівель та споруд різного призначення. Щороку НДІБК виконує оцінку технічного стану з визначенням залишкового ресурсу будівельних конструкцій понад 500 будівельних об'єктів, розробляє і реалізує заходи щодо підсилення та відновлення різноманітних будівельних конструкцій.

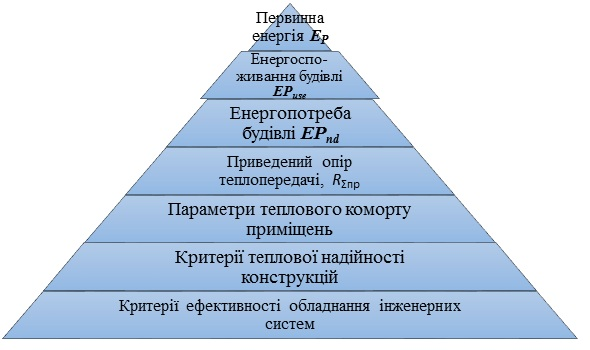
Структура критеріїв енергоефективності будівель

НДІБК розвиває нові наукові напрямки, пов'язані з будівельною фізикою щодо захисту від шуму та підвищення енергоефективності будівельної продукції і енергозбереження при експлуатації  об'єктів. Особливий розвиток отримав напрямок з енергоефективності будівельних об'єктів, який системно розвивався під керівництвом професора Фаренюка Г. Г. упродовж 25 років. Наукові дослідження та обґрунтування критеріїв і принципів забезпечення енергоефективності будівель були реалізовані на законодавчому рівні — у Законі України «Про енергетичну ефективність будівель», у державних будівельних нормах та національних стандартах. За цикл робіт з енергоефективності д.т.н. Г. Г. Фаренюк нагороджений у 2013 році Державною премією України в галузі науки і техніки.
НДІБК має сертифіковану систему управління якістю, що підтверджено Сертифікатом на систему управління якістю відповідно до ДСТУ EN ISO 9001:2018 «Системи управління якістю. Вимоги (EN ISO 9001:2015, IDT; ISO 9001:2015, IDT)» за напрямами: наукові роботи у галузі будівництва, у тому числі в атомній енергетиці.
У складі НДІБК діють акредитовані Національним агентством з акредитації України Випробувальний центр у сфері випробування будівельних конструкцій, будівель та споруд, виробів, матеріалів та ґрунтів за показниками фізико-механічних характеристик та експлуатаційних властивостей та Відділ будівельної фізики та енергоефективності у сфері випробування матеріалів, виробів, конструкцій, будівель за теплофізичними та акустичними показниками, характеристиками довговічності та надійності, визначення питомих тепловитрат будівель, споруд, приміщень відповідно до ДСТУ EN ISO/IEC 17025:2019 «Загальні вимоги до компетентності випробувальних та калібрувальних лабораторій (EN ISO/IEC 17025:2017, IDT; ISO/IEC 17025:2017, IDT)», а також Орган з сертифікації продукції ОС «ЦЕНТРОСЕПРОБУД» у сфері будівельних матеріалів, виробів та конструкцій, будівель та споруд відповідно до ДСТУ EN ISO/IEC 17065:2019 «Оцінка відповідності. Вимоги до органів з сертифікації продукції, процесів та послуг (EN ISO/IEC 17065:2012, IDT; ISO/IEC 17065:2012, IDT)».
НДІБК дотримується принципу комплексності виконання наукових досліджень: "наукова гіпотеза − лабораторні та польові дослідження — випробування − проектування — виготовлення дослідних зразків − відпрацювання технологій виготовлення − технологій зведення − супровід впровадження інновації − супровід та забезпечення неруйнівного контролю під час експлуатації − подовження ресурсу об'єкту будівництва − супровід робіт з виводу з експлуатації. НДІБК виконує функції секретаріату трьох технічних комітетів стандартизації: ТК 302 «Енергоефективність будівель і споруд», ТК 303 «Будівельні конструкції», ТК 304 «Захист будівель і споруд».
З 2012 року і дотепер Інститут очолює доктор технічних наук, професор Геннадій Григорович Фаренюк. Заступниками директора Інституту з наукової роботи є доктор технічних наук Ю. І. Немчинов та кандидат технічних наук Ю. С. Слюсаренко.

## Керівники НДІБК
Інститут засновано Постановою Ради народних комісарів СРСР від 26 жовтня 1943 р. № 1170 у складі Народного Комісаріату житлового будівництва Української РСР під назвою «Український науково-дослідний Інститут споруд» (УкрНДІС).Виконання обов'язків директора УкрНДІС було покладено на начальника головного будівельного управління степової зони Народного Комісаріату з житлово-цивільного будівництва УРСР Вавицького І.Д. Після здійснення організаційно-технічних заходів щодо створення УкрНДІС його діяльність у березні 1944 р. була перенесена до Києва.
У вересні 1944 р. директором УкрНДІС призначено Козулю І. К., якому доручається здійснити заходи щодо покращення діяльності інституту.
З 1948 по 1956 рр. інститут очолює Горський Б.З.
У листопаді 1956 р. УкрНДІС увійшов складовою частиною до Науково-дослідного Інституту будівельних конструкцій (НДІБК). Директором Інституту було призначено Плєхова М.Д.
У 1962 році директором НДІБК призначено В. О. Михайлова.
З 1976 по 1992 р. інститут очолював А. Й. Буракас.
У 1992 році директором призначено П. І. Кривошеєва.
Відповідно до Наказу Мінрегіонбуду від 10.10.2008 р. № 456 найменування Інституту  змінено на Державне підприємство «Державний науково-дослідний Інститут будівельних конструкцій» (ДП НДІБК).
З 2012 року і дотепер НДІБК очолює доктор технічних наук, професор Г. Г. Фаренюк.

## Видатні науковці інституту
У різні періоди в НДІБК працювали видатні науковці та інженери у галузі будівництва, які зробили вагомий внесок у розвиток будівельної галузі України:
- будівництво в складних інженерно-геологічних умовах: доктори технічних наук: І. М. Литвинов, С. М. Клепіков, А. М. Рижов; кандидати технічних наук: В. О. Михайлов, П. І. Дранішніков, М. Ш. Мінцковський, М. С. Метелюк, В. П. Шумовський, Г. М. Григор'єв, А. С. Трегуб, І. О. Розенфельд, Ю. М. Кундрюцький, Ю. К. Болотов, Г. Ф. Шишко, І. В. Матвєєв, Я. Й. Червинський, В. Г. Абросімов, Г. Б. Соловйова, О. Т. Шулькевич, К. Г. Собко, І. С. Степура, В. С. Шокарев; інженери: А. В. Машкін, О. М. Толстов, З. М. Варейкіс та ін.;
- теорія розрахунків бетонних та залізобетонних конструкцій: доктори технічних наук: Й. І. Улицький, О. Б. Голишев, Я. Д. Лівшиць, А. М. Бамбура; кандидати технічних наук: В. Й. Скатинський, С. В. Кіреєва, А. М. Дубинський, О. О. Диховичний, В. Я. Бачинський, М. М. Федоренко та ін.;
- залізобетонні, керамічні та інші конструкції: доктори технічних наук: І. О. Рохлін, М. А. Янкелевич, А. С. Дехтяр; кандидати технічних наук: В. О. Михайлов, А. Й. Буракас, П. І. Кривошеєв, В. Д. Таїров, В. Г. Леліченко, А. Д. Ліберман, А. О. Цейтлін, В. Д. Галич, Л. І. Крівельов, Ю. О. Катруца, Б. П. Ковтунов, В. О. Крітов, В. І. Кретов, Л. Ф. Вознесенський, О. К. Хавкін, А. М. Дубинський, О. О. Диховичний, Є. Й. Стаковиченко, О. М. Рубач, Т. Ф. Гордєєва, Ф. В. Ярмульник, І. О. Белінський, В. Г. Савченко-Бельський, О. Г. Ісаєнко; інженери: Г. А. Овсепян, Ю. І. Белецький, А. В. Чемер, Е. М. Воловик та ін.;
- будівлі та споруди із залізобетонних панелей-оболонок: доктор технічних наук В. І. Колчунов; кандидати технічних наук: А. Й. Буракас, В. Д. Галич, А. О. Цейтлін, Т. Ф. Гордєєва, В. П. Овчар, О. Г. Ісаєнко; інженери: Т. В. Борисова, О. А. Козодой та ін.;
- вантові конструкції: доктор технічних наук В. М. Шимановський; кандидати технічних наук: Д. А. Коршунов, Р. Б. Харченко, Ю. В. Смирнов, В. І. Сайгак, В. Н. Мацвейко, Ю. С. Слюсаренко, М. В. Сидоренко, Ю. І. Кураш; інженер В. В. Осадчук та ін.;
- будівельні конструкції із застосуванням нових та місцевих матеріалів: кандидати технічних наук: М. І. Каракурчі, І. А. Лукашенко, І. М. Ткаченко, М. В. Боровський, А. Я. Ціотов. В. І. Ситник, Б. К. Кравцов; інженери: І. М. Майборода, П. М. Козелецький, 3.О. Швець та ін.;
- системи контролю якості будівельних конструкцій та матеріалів, в тому числі неруйнівними методами: кандидати технічних наук: Г. О. Попович, Л. М. Радченко, С. І. Ногін, Д. А. Коршунов, П. С. Вітюк, О. М. Лещинский, В. О. Токарев, П. А. Чуйко, В. П. Глуховський; інженери: В. С. Голобородько, А. С. Колотилов, В. В. Ходаков, М. І. Шлякцу та ін.;
- технологія та обладнання для виготовлення бетонних та залізобетонних конструкцій: доктор технічних наук Л. О. Шейніч; кандидати технічних наук: М. І. Ситник, В. І. Булаковський, О. Б. Кузякіна, К. М. Козлова, С. В. Глазкова, Г. Б. Гірштель, В. П. Овчар; інженери: П. П. Мірошников, А. Т. Аксьонов, Л. П. Корнєєва, М. В. Гакен, В. М. Січкаренко, Г. П. Шаргородський, П. П. Кудряшов, М. Д. Драговоз, І. А. Демиденко, В.X. Погрібний, Л. В. Водоп'янов, Л. В. Соломонов, Ю. В. Лушкарьов та ін.;
- об'ємно-блокове домобудування: кандидати технічних наук: М. Д. Плєхов, В. І. Різниченко, П. І. Голуб, В. В. Віроцький, Е. В. Єндржеєвський, В. С. Костіков, А. М. Філатова; інженери: П. І. Білошкурський, А. М. Лупан, Н. О. Піддубна, В. А. Ластік, Т. П. Мірошник; архітектор Л. С. Абрамов та ін.;
- автоматизація наукових досліджень у будівництві: доктор технічних наук Ю. І. Немчинов; кандидати технічних наук: В. Г. Тацій, В. С. Кравчук, І. І. Педаховський, Ф. В. Ярмульник, О. К. Хавкін, Г. В. Шарапов; інженери: М. І. Римар, В. Г. Міщенко, Р. В. Петрушок та ін.;
- мобільні будівлі та споруди: кандидати технічних наук: І. М. Ткаченко, Ю. С. Слюсаренко, В. Н. Мацвейко, А. Я. Ціотов; інженери: М. Б. Яцишин, О. А. Козодой, Ю. І. Белецький, П. П. Татков та ін.;
- будівельна фізика: доктор технічних наук Г. Г. Фаренюк;  кандидати технічних наук: В. М. Мякшин, К. Д. Хмелюк, Є. Г. Фаренюк, інженери: М. М. Дужкін, Є. А. Кожан, М. О. Трохименко, Л. М. Осипчук, Е. М. Сторожук та ін.;
- методи і засоби дослідження будівельних матеріалів, виробів та конструкцій і оцінювання їх відповідності: доктори технічних наук: Ю. І. Немчинов, А. М. Рижов; кандидати технічних наук: Д. М. Пекус-Сахновський, Б. М. Шехтман, П. І. Кривошеєв, В. Г. Тарасюк, С. Я. Мазур, Ю. М. Кардовський, Г. М. Ремінець, О. І. Марченко, В. І. Кретов, Г. В. Шарапов, Ф. В. Ярмульник, В. П. Овчар, Л. О. Жарко; інженери: А. І. Бородін, Л. С. Стрельченко, А. Я. Панченко, А. П. Самойленко та ін.;
- реконструкція та відновлення пам'яток історії та архітектури: доктор технічних наук Г. І. Черний; кандидати технічних наук: І. М. Ткаченко, Ю. О. Катруца, Б. П. Ковтунов, І. В. Матвєєв, Ю. С. Слюсаренко, В. О. Крітов, А. І. Кісіль, Г. Б. Соловйова, О. Т. Шулькевич; інженер А. В. Чемер та ін.;
- сейсмостійке будівництво: доктори технічних наук: Ю. І. Немчинов, М. Г. Мар'єнков; кандидати технічних наук: О. К. Хавкін, В. Г. Поклонський, К. М. Бабік;
- економічне обгрунтування будівельної діяльності: кандидати економічних наук: К. Р. Кучеренко, С. М. Гінзбург, Є. М. Майданик, М. І. Зубовська, Л. О. Варченко, Н. П. Івлєва, П. М. Турчин; інженер Е С. Тотоєва та ін.;
- транспортування будівельних конструкцій: доктор технічних наук В. П. Легеза; кандидати технічних наук: І. О. Скачков, О. А. Іщенко, В. І. Пастушенко, А. П. Лісовець та ін.;
- науково-технічний супровід експлуатації об'єктів атомної енергетики України, в тому числі об'єкта «Укриття» ЧАЕС: доктори технічних наук: Ю. І. Немчинов, Г. І. Черний, Л. О. Шейніч, А. М. Бамбура, Ю. І. Калюх, М. Г. Мар'єнков; кандидати технічних наук: П. І. Кривошеєв, М. В. Сидоренко, І. М. Ткаченко, Ю. С. Слюсаренко, О. М. Лісений, С. І. Орбелін, Ю. І. Кураш, Л. Ф. Вознесенський, О. К. Хавкін, І. В. Матвєєв, Ю. М. Кундрюцький, В. Г. Пошивач, В. Г. Тарасюк, Я. Й. Червинський, В. М. Сенаторов, К. М. Бабік; інженери: П. М. Козелецький, Ю. Ф. Столярчук, М. Б. Яцишин та багато інших.

## Відновлення будівель і споруд, пошкоджених внаслідок воєнної агресії
Широкомасштабна російська агресія проти України супроводжується значними обсягами пошкодженнями житлових та інших цивільних об'єктів.
НДІБК бере участь в експертній оцінці таких об'єктів, надає висновки, рекомендації та розробляє технічні рішення щодо можливості відновлення зруйнованих або пошкоджених будівель та споруд.
За умов політичної та економічної кризи, викликаною російською агресією, було важливо зберегти науковий потенціал Інституту, що було успішно виконано. НДІБК ані на день не припиняв свою діяльність, основну увагу приділяючи ліквідації наслідків військових дій. Вже на початку квітня 2022 року фахівці інституту на чолі з директором Г.Г Фаренюком виїхали до м. Буча для проведення обстежень пошкоджених та зруйнованих будівель. Протягом 2022-2023 років фахівцями Інституту проведено детальні інструментальні дослідження більш ніж 400 багатоповерхових житлових будівель, громадських будівель, будівель та споруд промислового призначення, які отримали пошкодження у містах у Києві, Чернігові, Сумах, Ірпені, Гостомелі, Умані та Бучі, розроблено біля 100 проектів з відновлення пошкоджених будівель, підсилення та ремонту, з проведенням авторського нагляду за виконанням робіт по їх здійсненню, що дозволило десяткам тисяч громадян України повернутися до їх помешкань.

## Взаємодія з науковою спільнотою, участь у євроінтеграційних процесах
Відповідно до науково-технічних напрямків діяльності інституту, НДІБК є членом міжнародних громадських організацій відповідного профілю, співпрацює з закордонними науково-технічними установами та бере участь у міжнародних конференціях, конгресах та симпозіумах.
НДІБК представляє Україну в Міжнародній федерації бетону (fib). Фахівці інституту щорічно беруть участь в засіданнях керівних органів fib, конференціях та симпозіумах. Інститут є представником України у Європейському союзі з ухвалень будівельної продукції (UEAtc).

## Науковий журнал
НДІБК видає науково-технічний журнал «Наука та будівництво», який входить до переліку наукових фахових видань України, де публікуються результати дисертаційних робіт на здобуття наукових ступенів доктора і кандидата технічних наук.
Журнал є частиною наукової та реферативної бази даних Index Copernicus (IC), яка застосовується як визнаний інструмент для визначення цитованості наукових статей.